# Фридрих Магнус фон Ербах
Фридрих Магнус фон Ербах (на немски: Friedrich Magnus von Erbach; * 18 април 1575 в Ербах в Оденвалд; † 26 март 1618 в дворец Райхенберг) е от 1606 г. граф на Ербах, Фюрстенау и Райхенберг в Оденвалд.
Той е син на граф Георг III фон Ербах (1548 – 1605) и втората му съпруга графиня Анна фон Золмс-Лаубах (1557 – 1586), дъщеря на граф Фридрих Магнус I фон Золмс-Лаубах-Зоненвалде и съпругата му Агнес фон Вид.
Той умира на 26 март 1618 г. в Райхенберг и е погребан в Михелщат.

## Фамилия
Фридрих Магнус се жени в Дармщат на 5 май 1595 г. за ландграфиня Кристина фон Хесен-Дармщат (* 25 ноември 1578; † 26 март 1596), дъщеря на ландграф Георг I фон Хесен-Дармщат (1547 – 1596) и първата му съпруга графиня Магдалена фон Липе (1552 – 1587), дъщеря на граф Бернхард VIII цур Липе (1527 – 1563). Бракът е бездетен.
На 18 септември 1597 г. той се жени втори път в Ербах за графиня Йохана Хенриета фон Йотинген-Йотинген (* 28 август 1578; † 18 март 1619), дъщеря на граф Готфрид фон Йотинген-Йотинген (1554 – 1622) и първата му съпруга Йохана фон Хоенлое-Валденбург-Лангенбург (1557 – 1585). Те имат децата:
- Георг Готфрид (* 12 октомври 1599; † 17 януари 1600)
- Фридрих Ото (* 27 февруари 1601, Ербах; † 23 април 1601)
- Анна Мария (* 17 юни 1602, Ербах; † януари 1603)
- Анна Мария фон Ербах (* 5 юли 1603, Михелщат; † 5 март 1663, Вилденфелс), омъжена на 28 май 1620 г. в Ербах за граф Йохан Георг II фон Золмс-Барут-Вилденфелс (1591 – 1632 от епидемия в Прага)
- Георг (* 24 март 1605, Ербах; † 23 август 1609, Нойенщайн)